# Supercoppa bulgara 2018 (pallavolo maschile)
La Supercoppa bulgara 2018 si è svolta il 6 ottobre 2018: al torneo hanno partecipato due squadre di club bulgare e la vittoria finale è andata per la terza volta consecutiva al Neftohimik.

## Regolamento
Le squadre hanno disputato una gara unica.

## Squadre partecipanti
| Squadra    | Qualificazione                                           | Ultima partecipazione   |
| ---------- | -------------------------------------------------------- | ----------------------- |
| Neftohimik | Vincitrice Superliga 2017-18 e Coppa di Bulgaria 2017-18 | Supercoppa bulgara 2017 |
| Montana    | Finalista Coppa di Bulgaria 2017-18                      | Debutto                 |

## Torneo
| 6 ottobre 2018 Hall Ivan Vazov, Stara Zagora Durata: 1h:16 - Spettatori: ? | Neftohimik | 3 - 0 | Montana | 25-21, 25-19, 25-21 |